# 撒马利亚五经

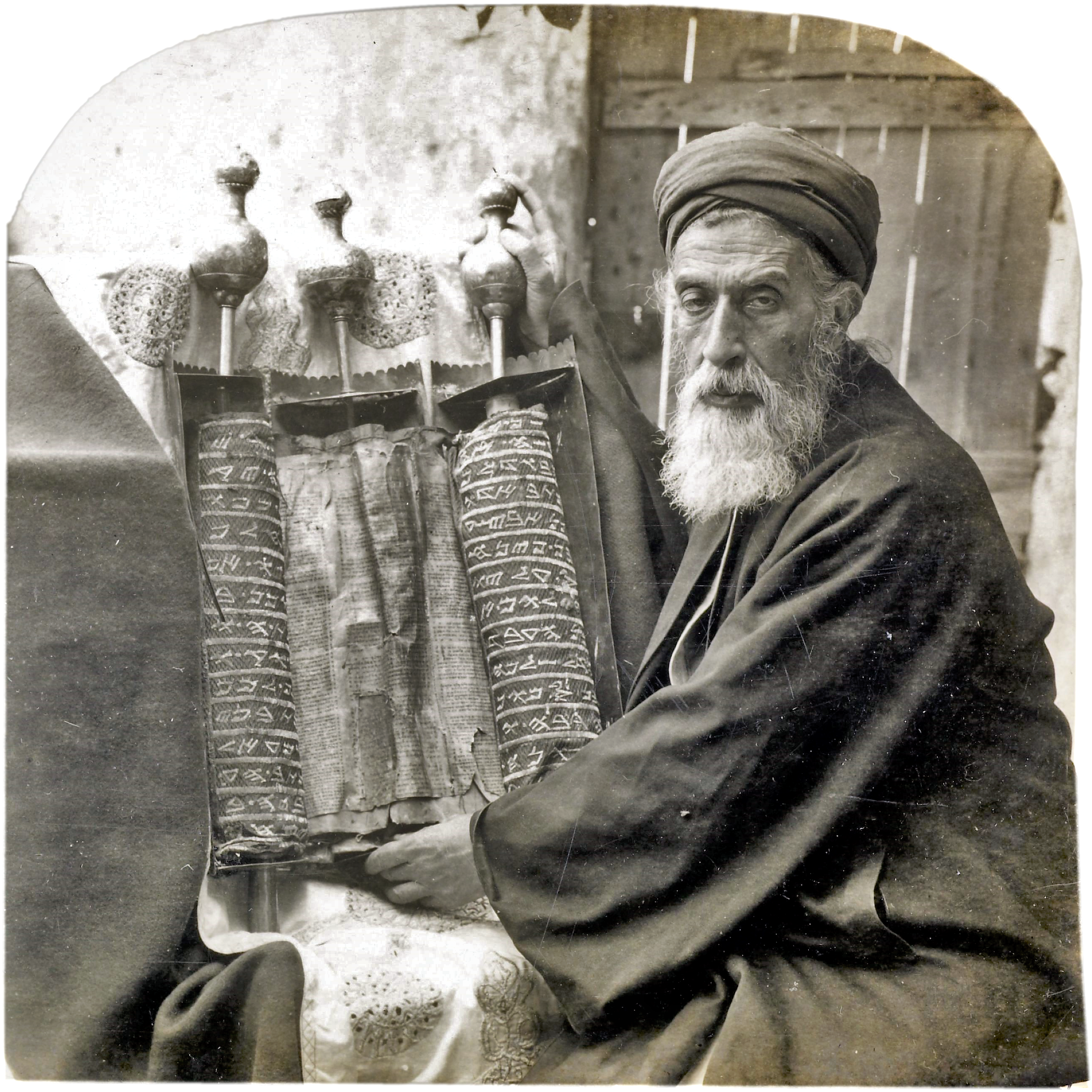
撒马利亚大祭司与亚比沙古卷，1905年

《撒马利亚五经》（英語：Samaritan Pentateuch），又稱撒馬利亞托辣（希伯來語：תורה שומרונית，torah shomroniyt），译本包含《希伯来圣经》的最初五本书，即《摩西五经》，年代相当久远，它其实仅是把希伯来语的经文用撒马利亚字母拼写出来，作为撒马利亚人的宗教经典使用。它构成了他们的全部圣经正典。
《撒马利亚五经》与马所拉文本之间有约6000处不同。其中大多数是单词或语法构造方面的微小变化，但也有重大的语义学变化，譬如独特的指引在基立心山上建造祭坛的撒玛利亚戒律。这些文本变体中有近两千种与通用希腊语的《七十士译本》一致，还有的与拉丁语的《武加大译本》相同。在该译本的历史中，撒马利亚人将其译为了阿拉姆语、希腊语和阿拉伯语，礼拜仪式与解经学同样基于此。
1631年，这一译本首次为西方世界所熟知，被证实是撒马利亚语言的首个实用例，随即引发了一场关于撒马利亚语言与马所拉文本年代先后顺序的激烈的神学辩论。该译本在很久之后被奥古斯特·冯·加尔标注为“抄本B”（"Codex B"），并得以公开出版，并作为大多数西方对于《撒马利亚五经》的文本批评来源，一直被用到20世纪下半叶。这份抄本如今被法国国家图书馆所收藏。
一些被发现于死海古卷中的《五经》抄本被确认拥有“前撒马利亚”形式的文本类型。文本批评家之间现已达成广泛共识，尽管撒马利亚人引入了一些独特的变体，但《撒马利亚五经》仍然代表着真实的古代文本传统。

## 起源与经典意义

### 撒马利亚传统

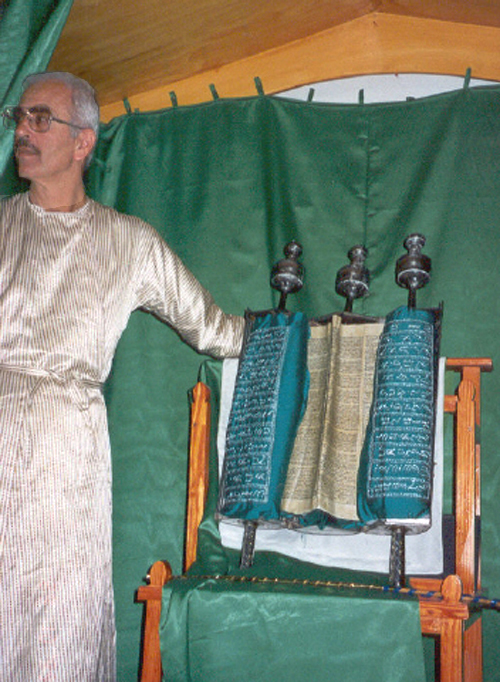
撒马利亚人与《撒马利亚五经》

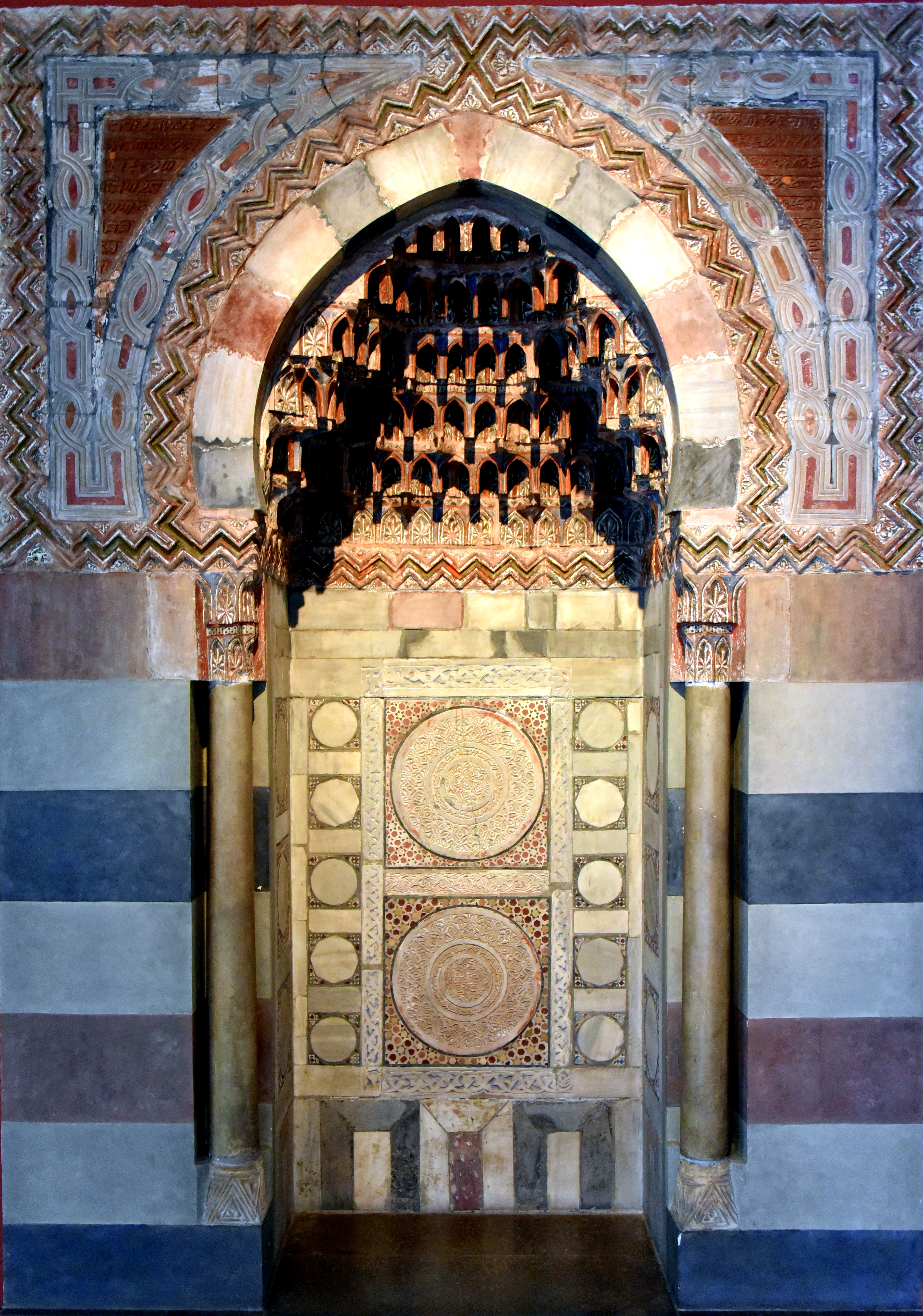
《撒马利亚五经》中的行市。来自柏林伊斯兰艺术博物馆，15-16世纪，叙利亚大马士革一撒马利亚居民房内的壁龛上

撒马利亚人相信上帝撰写了他们的《五经》，并将第一份抄本和两块刻有十诫的石版交给了摩西。他们相信他们保存的这段神圣的文本，至今未被破坏。撒马利亚人通常将他们的《五经》称为“真理”（希伯来文：קושטה）。
撒马利亚人仅将《五经》作为他们的《圣经》正典。他们不承认犹太《塔纳赫》中其它所谓被神选中或启迪的作者所编写的书。撒马利亚版《约书亚记》是基于《塔纳赫》中《约书亚记》的存在的，但撒马利亚人将之视为非正统非宗教编年历史故事。
按照《圣经》中《以斯拉记》的观点（《以斯拉記》第4章第11节参），撒马利亚人是在波斯时期从犹大王国分出而居住在撒马利亚地区的人民。他们认为，在公元前11世纪的以利时代，是犹太人而非自己脱离了真正的以色列人传统与法律。犹太人传统上把撒马利亚人的起源与后来在《列王紀下》第17章第24节至第41节参中描述的事件联系在一起，声称撒马利亚人与以色列人无关，而是与亚述人带到撒马利亚的人有关。

### 学术观点
现代学术界将撒马利亚人团体的形成与巴比伦之囚后发生的事件联系起来。一种观点认为撒马利亚人是以色列王国的人民，他们脱离了犹大王国。另一种观点认为，《尼希米記》第13章第28节参中的记载与弗拉维奥·约瑟夫斯所撰写的《犹太古史》都可以说明，在公元前432年左右，参巴拉的女婿玛拿西出寻并在撒马利亚找到了这么一个团体。然而，约瑟夫斯自己却将此事件与示剑神庙建造的时间定位在亚历山大大帝时期。其他人则认为，直到公元前128年的哈斯蒙尼王朝，约翰·海卡努斯摧毁了基立心神庙，两个宗教派别才彻底分裂。《撒马利亚五经》的手稿则在许多地方与《七十士译本》相似，甚至与现代希伯来语文本更加贴近，都表明了这个日期约在公元前122年。
伊扎克·马根（Yitzhak Magen）自1982年开始以来的挖掘工作表明，基立心神庙建造于公元前5世纪中期，由伦人参巴拉所建造。他是以斯拉和尼西米的同代人，比约瑟夫斯提到的参巴拉要早一百多年。
在撒马利亚人与巴勒斯坦犹太团体最后分裂之前，《五经》被采纳为他们的神圣文献，这证明它已经被广泛接受为该地区的一个权威文献。

## 与其他版本的对比

### 与马所拉文本的对比

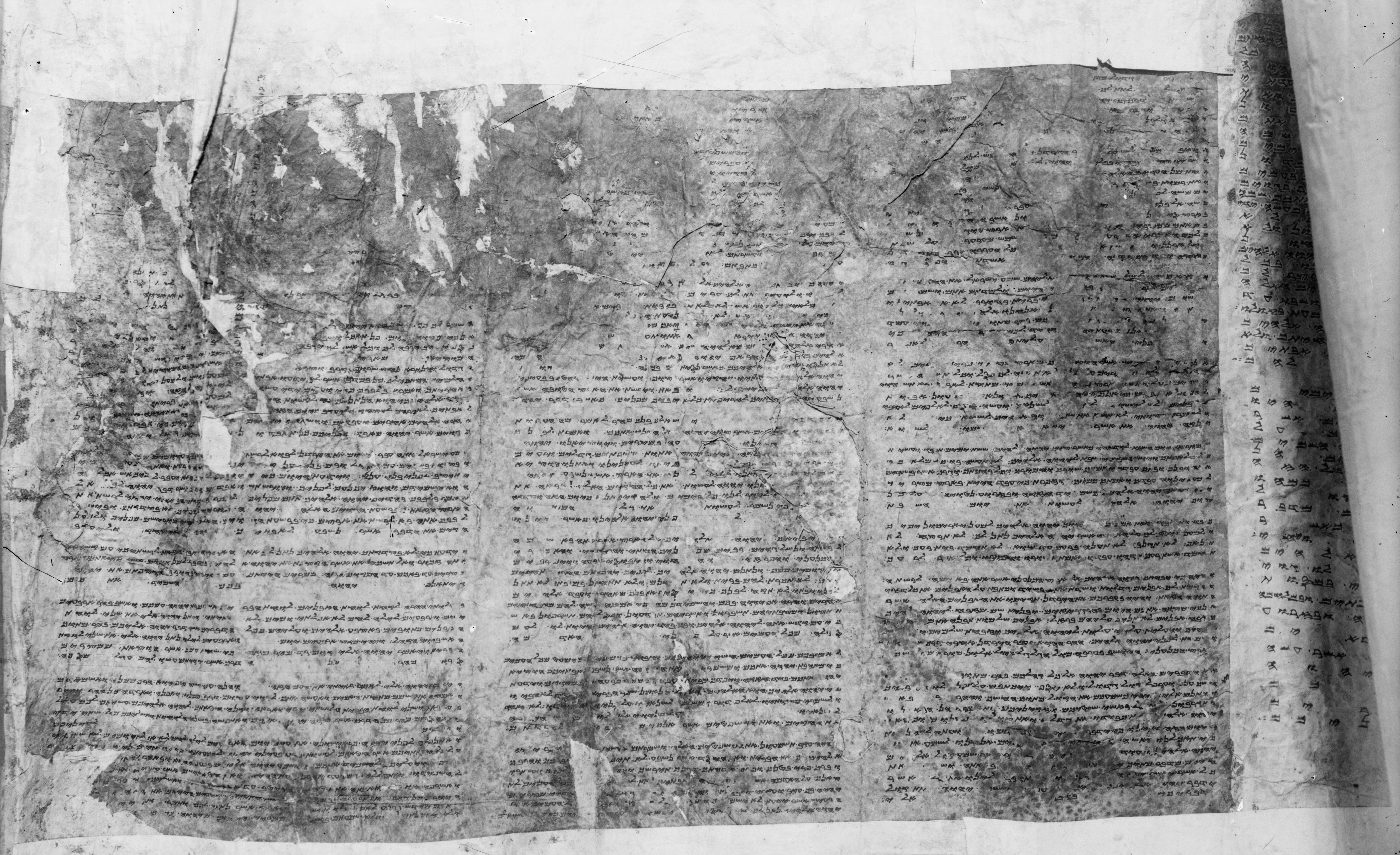
《撒马利亚五经》详图

《撒马利亚五经》手稿中使用的希伯来文字与一般希伯来文《五经》中使用的不同。撒马利亚人使用的撒马利亚字母，是由巴比伦之囚发生前，以色列人团体使用的古希伯来字母衍生出的。之后，犹太人采用了基于阿拉米字母发展而来的阿斯许利字母，逐渐发展为现代希伯来字母。最初，《撒马利亚五经》的所有抄本都是使用无发音的撒马利亚字母书写的。从12世纪开始，一些抄本开始部分标注发音，就像马所拉文本中的犹太提比里安发音一样。最近出土的手稿甚至标明了全部发音。然而，许多现存的手稿并未有显示发音的迹象。《撒马利亚五经》正文被分为904段。文本各部分之间用不同的线、点或星号组合来标记分隔；点用于表示单词之间的分隔。
伦敦《多语言圣经》中与《撒马利亚五经》配套出版的批判读本，列出了六千多处撒马利亚版本与马所拉文本不同的例子。然而，由于不同印刷版的《撒马利亚五经》基于不同的原手抄本，这种不同例子的数量在不同印刷版间波动很大。
这些区别中只有少数很显著。大部分可归为以下几类：
- 相比马所拉文本，《撒马利亚五经》使用了更多的兼元音字母（英语：Mater lectionis）来表示元音。[20]
- 撒马利亚希伯来语缺少喉音，影响了抄写员抄写相关字母的准确性。[21]
- 把一个希伯来语字母当成另一个外观相似的字母，导致抄写错误。[22]
- 抄错单词中的字母顺序，或句子中的单词顺序。[23]
- 使用较现代的希伯来语法结构取代较古旧的语法结构。[24]
- 调整了文本以减少困难的语法，并用常见的语法形式取代罕见的语法形式。[24]
- 微小的细节变化，譬如在希伯来介词中，撒马利亚文本更常用'al，马所拉文本则更常用'el。[20]

最大的区别当属那些有关基立心山的撒马利亚宗教场所的地方。撒马利亚版本的十诫说要在基立心山上盖一座祭坛，所有的祭品都要在这里献上。《撒马利亚五经》在《出埃及記》第20章第17节参处有如下文本：
And when it so happens that LORD God brings you to the land of Canaan, which you are coming to possess, you shall set up there for you great stones and plaster them with plaster and you write on the stones all words of this law. And it becomes for you that across the Jordan you shall raise these stones, which I command you today, in mountain Gerizim. And you build there the altar to the LORD God of you. Altar of stones. Not you shall wave on them iron. With whole stones you shall build the altar to LORD God of you. And you bring on it ascend offerings to LORD God of you, and you sacrifice peace offerings, and you eat there and you rejoice before the face of the LORD God of you. The mountain this is across the Jordan behind the way of the rising of the sun, in the land of Canaan who is dwelling in the desert before the Galgal, beside Alvin-Mara, before Sechem.
耶和华神领你们进入要得为业的迦南美地的时候，你就要在以基利心山上照我今日所吩咐的，将这些石头立起来，墁上石灰。在那里要为耶和华你的神筑一座石坛；在石头上不可动铁器。要用没有凿过的石头筑耶和华你神的坛，在坛上要将燔祭献给耶和华你的神。又要献平安祭，且在那里吃，在耶和华你的神面前欢乐，你要将这律法的一切话明明地写在石头上。这山在约旦河对面，在日出之路的后面，在吉甲以先迦南所住的沙漠地，在阿尔文-玛拉以旁，在示剑以先。
这段诫条在对应的马所拉文本中是没有的。《撒马利亚五经》中关于基立心山的改动强调了撒马利亚人团体的宗教场所被给予了神圣的委托这点。这里的改动与《申命記》第27章第2节至第8节参有相似之处，并和撒马利亚版的《申命记》动词时态相吻合，都表明上帝已经选中了这个地方。马所拉文本在这里使用了将来时（"will choose"）。此外，马所拉文本中的《申命記》第27章第4节参处说到祭坛要建在以巴路山上，撒马利亚版改为了基立心山。
在《民數記》第12章第1节参中，《撒马利亚五经》将摩西之妻西玻拉称为“Kaashet”，即“美丽的女人”。通行文本称其为“Cushi”，即“黑人女子”或“古实女子”。因此，以色列撒马利亚圣贤认为摩西只娶了一个妻子，之后就投身自己先知的使命，没有再娶。
在《出埃及記》第23章第19节参中，《撒马利亚五经》在神所列禁忌之后又有如下文本：[כי עשה זאת כזבח שכח ועברה היא לאלהי יעקב]，译作“不可如此行，免得你们忘记我，使我发怒”。
在《民數記》第4章第14节参中，《撒马利亚五经》有如下文本[ולקחו בגד ארגמן וכסו את הכיור ואת כנו ונתנו אתם אל מכסה עור תחש ונתנו על המוט]，译作“又用紫色毯子盖住洗濯盆和盆脚，又用他革遮盖盆子，放在抬架上。”
还有一些其他种类的差异。相比马所拉文本，《撒马利亚五经》在对上帝的描写中较少使用拟人化的语言，使用了很多间接的动作来表现神。在《出埃及記》第15章第3节参中，马所拉文本将耶和华描述为“战士（man of war）”，撒马利亚文本则描述为“战争英雄（hero of war）”，强调了精神存在。在《民數記》第23章第4节参中，马所拉文本写作“神遇见巴兰（And God met Balaam）”，撒马利亚文本则写作“神的使者遇见巴兰（The Angel of God found Balaam）”。还有几处差异反映了一些撒马利亚的礼仪概念，譬如在《創世記》第50章第24节参处，马所拉文本为“在约瑟的膝上（upon the knees of Joseph）”，撒马利亚改写为“属于约瑟的那些日子们（in the days of Joseph）”。如此翻译的撒马利亚抄写员应是认为，让约瑟的儿媳在其膝上分娩并不合适。撒马利亚人的不同变体也出现在某些法律文本中，撒马利亚人的实践与犹太教《哈拉卡》文本中规定的不同。
在约34处差异中，《撒马利亚五经》直接使用了通行版《五经》中其他章节中表达相同观点的段落。这些添加的文本记录了由叙事的其他部分暗示或预设，但在马所拉文本中并没有明确记录的对话和事件。譬如，在《出埃及记》中，摩西曾重复向法老转告上帝的指示，这是撒马利亚文本与马所拉文本所共有的桥段。尽管结果是相同的，但撒马利亚文本清楚表明了摩西是完全重复上帝的每一句话的。除了大量的文本扩充，《撒马利亚五经》还会在一篇章节的许多地方添加主语、介词、助词、同位语以及重复的单词或短语，以阐明文本内涵。

### 与《七十士译本》及《武加大译本》的对比
在《撒马利亚五经》与马所拉文本的六千余处差异中，有1900多处与《七十士译本》一致。这些差异中大部分是无关紧要的语法细节差异，但也有较大的内容差异。譬如，《出埃及記》第12章第40节参中，《撒马利亚五经》与《七十士译本》为：
“以色列人和他们列祖在迦南地和埃及地所住的日子，共四百三十年。（Now the sojourning of the children of Israel and of their fathers which they had dwelt in the land of Canaan and in Egypt was four hundred and thirty years.）”
在马所拉文本中，这一句为：
“以色列人住在埃及共有四百三十年。（Now the sojourning of the children of Israel, who dwelt in Egypt, was four hundred and thirty years.）”
撒马利亚文本与马所拉文本所差异的某些部分与《武加大译本》的段落一致。譬如，在《創世記》第22章第2节参中，马所拉文本中为“摩利亚（Moriah，希伯来文：מריה）地”，撒马利亚文本中则为“莫雷（Moreh，希伯来文：מוראה）地”。“莫雷地”被认为是撒马利亚文本的一种变形，因为“莫雷”指的是基立心山所在的示剑周围的一片区域。《武加大译本》这里译成了“可见之地（in the land of vision，拉丁文：in terram visionis）”，由此可见译者哲罗姆很熟悉“Moreh”这个词，此词在闪米特词根中意思是“视觉”。

## 文本批评方面的意义评估
已记录的最早的关于《撒马利亚五经》的评估，来源于公元前一千年的拉比文学作品与教父作品。《塔木德》记载，拉比以利亚撒·本·西缅曾指责撒马利亚文士说：“你们已经篡改了你们的《五经》……而且你们还没有从中获利。（You have falsified your Pentateuch...and you have not profited aught by it.）”一些早期的基督教作家认为《撒马利亚五经》对文本批评作用很大。亚历山大的区利罗、加沙的普罗科匹乌斯及一些其他人提到某些词汇在犹太《圣经》中没有，但在《撒马利亚五经》中出现了。该撒利亚的优西比乌写道：“希腊译本（圣经）与希伯来文本的差异要比与撒马利亚文本的差异多得多（Greek translation [of the Bible] also differs from the Hebrew, though not so much from the Samaritan）”。他还特别提到，《七十士译本》在从诺亚大洪水到亚伯拉罕数百年间的叙事上与《撒马利亚五经》一致。在中世纪，基督徒对《撒马利亚五经》的兴趣没有受到重视。
17世纪，《撒马利亚五经》的手稿在欧洲得以出版，这再次激起了人们对其的兴趣，并在新教与天主教会中激起了哪种文本的《旧约圣经》更有权威性的争论。由于《撒马利亚五经》古老的文本，以及其与天主教会奉为权威的《七十士译本》与《武加大译本》在文本上大量的一致，天主教会对研究《撒马利亚五经》表现出了浓厚的兴趣。一些包括从加尔文主义转投天主教的让·莫林的天主教士认为，《撒马利亚五经》在文本上与《七十士译本》和《武加大译本》的相同，说明它比马所拉文本更为贴近真实的希伯来文本。另一些新教徒则为马所拉文本辩护，认为撒马利亚文本是由马所拉文本衍生而来，出现时间较晚且可信度低。
18世纪新教希伯来学者本杰明·肯尼科特对《撒马利亚五经》的分析在早期新教对其的研究中别具一格。他对马所拉文本因为已被广泛接受为权威版本的希伯来《五经》，就一定更为真实的基本假设表示了怀疑：
"We see then that as the evidence of one text destroys the evidence of the other and as there is in fact the authority of versions to oppose to the authority of versions no certain argument or rather no argument at all can be drawn from hence to fix the corruption on either side."（“两种文本的证据彼此毁坏，两个版本的权威性互相抵制，以致于我们无法提出一个特定的、甚至是完全无法提出一个论点，以修复另一边的错误。”）
肯尼科特还说，基立心山可能是真正的原文里的山，因为这座山是施加祝福之地，并且相对于其他观点，基立心山植被丰富，绿意盎然（反之，以巴路山是施加诅咒之地，土地荒芜）。
德国学者威廉·格泽纽斯于1815年发表了他对《撒马利亚五经》的研究，这份研究在接下来的一个世纪内受到了《圣经》学者们的广泛拥护。他认为《七十士译本》与《撒马利亚五经》来源于同一批希伯来语手稿，并将其称为“亚历山大-撒马利亚”手稿。他认为，相比于作为马所拉文本的原型，并在耶路撒冷被小心保存与抄写的“犹太”手稿，“亚历山大-撒马利亚”手稿并未受到抄写员的认真重视，后者们对文本进行了通俗化、简化与扩写处理。格泽纽斯的结论是马所拉文本几乎完全优于撒马利亚文本。
1915年，保罗·卡勒发表了一篇论文，将撒马利亚文本与《新约圣经》，以及包括《禧年书》、《以诺一书》、《摩西升天记》在内的伪典，所引用的《摩西五经》内容进行比较。他总结认为撒马利亚文本保存了“许多真正的古老诠释与《摩西五经》的一个古早形式。（many genuine old readings and an ancient form of the Pentateuch.）”《死海古卷》中发现的圣经文本为卡勒的论点提供了支持，里面有大约5%的文本与《撒马利亚五经》中的文本相似。除了《撒马利亚五经》所独有的宗派变体内容（譬如在基立心山上崇拜上帝）外，《死海古卷》还表明，类似《撒马利亚五经》的文本形式在公元前2世纪乃至更早就已出现。《死海古卷》中其他的《摩西五经》抄本则更接近于后来的马所拉文本。这些发现表明，在众多带有“前马所拉”文本形式的手稿中，某些带有“前撒马利亚”文本形式的手稿至少是作为《摩西五经》的一部分（譬如《出埃及记》与《民数记》）进行了传播。《死海古卷》中一份被通常标记为4QpaleoExodmm的《出埃及记》的抄本，表现出了与《撒马利亚五经》的紧密联系：
该抄本具有《撒马利亚五经》的所有主要类型学特征，包括所有的扩充内容，除了被从《申命记》第11章和第27章插入《出埃及记》第20章新十诫的将基立心山视为祭坛的部分。
弗兰克·摩尔·克罗斯对《撒马利亚五经》的起源提出了自己的地方文献假说。他认为《撒马利亚五经》来源于巴勒斯坦地区的手稿传统。犹太人在移民到埃及时带有《摩西五经》抄本，其中的希伯来文本便从巴勒斯坦传统中分离出来，成为了后来《七十士译本》的潜在文本基础。克罗斯说明，相比马所拉文本，《撒马利亚五经》与《七十士译本》有着更接近的共同祖先文本，而马所拉文本则应是由巴比伦犹太人团体所使用的当地文本发展而来。他的假说解释了《撒马利亚五经》与《七十士译本》的没有出现在马所拉文本中的共性变体，而前二者与后者的区别则反映了它们作为独立的埃及与巴勒斯坦文本传统，各自发展了一段时间。基于其古风形式，克罗斯将《撒马利亚五经》的出现追溯为后马加比时代的一种独特的撒马利亚文本传统。
学术界普遍认为，许多先前被分类为“撒马利亚变体”的文本元素，实际上来源于《五经》文本史的更早期阶段。